# Communauté rurale de Latmingué
La communauté rurale de Latmingué est une communauté rurale du Sénégal située à l'ouest du pays. 
Elle fait partie de l'arrondissement de Koumbal, du département de Kaolack et de la région de Kaolack.